# Bondoukou
Bondoukou (također Bonduku i Bontuku) grad je u Obali Bjelokosti, glavni grad regije Zanzan. Nalazi se u pograničnom pojasu Obale Bjelokosti i Gane, stotinjak kilometara sjeverozapadno od ganskog Sunyanija. Područje je odavno na putu trgovačkih ruta, prvenstveno za prijevoz kola oraščića i zlata iz šuma na jugu do carstvâ u području Sahela.
Godine 1988. Bondoukou je imao 33.051 stanovnika.

## Vanjske poveznice
- Portal o Bondoukouu (fr.)

### Ostali projekti
|  | Zajednički poslužitelj ima još gradiva o temi Bondoukou |